# Vorges-les-Pins
Vorges-les-Pins és un municipi francès situat al departament del Doubs i a la regió de Borgonya - Franc Comtat. L'any 2007 tenia 501 habitants.

## Demografia

### Població
El 2007 la població de fet de Vorges-les-Pins era de 501 persones. Hi havia 178 famílies de les quals 24 eren unipersonals (8 homes vivint sols i 16 dones vivint soles), 57 parelles sense fills, 81 parelles amb fills i 16 famílies monoparentals amb fills.
La població ha evolucionat segons el següent gràfic:
Habitants censats

### Habitatges
El 2007 hi havia 191 habitatges, 180 eren l'habitatge principal de la família, 6 eren segones residències i 5 estaven desocupats. 173 eren cases i 17 eren apartaments. Dels 180 habitatges principals, 151 estaven ocupats pels seus propietaris, 27 estaven llogats i ocupats pels llogaters i 1 estava cedit a títol gratuït; 7 tenien dues cambres, 20 en tenien tres, 34 en tenien quatre i 119 en tenien cinc o més. 170 habitatges disposaven pel capbaix d'una plaça de pàrquing. A 58 habitatges hi havia un automòbil i a 113 n'hi havia dos o més.

### Piràmide de població
La piràmide de població per edats i sexe el 2009 era:
| Homes | Edats   | Dones |
| ----- | ------- | ----- |
| 0     | 95 o +  | 0     |
| 0     | 90 a 94 | 0     |
| 0     | 85 a 89 | 0     |
| 12    | 80 a 84 | 0     |
| 8     | 75 a 79 | 4     |
| 0     | 70 a 74 | 12    |
| 0     | 65 a 69 | 8     |
| 4     | 60 a 64 | 0     |
| 16    | 55 a 59 | 12    |
| 24    | 50 a 54 | 20    |
| 24    | 45 a 49 | 24    |
| 16    | 40 a 44 | 20    |
| 12    | 35 a 39 | 16    |
| 4     | 30 a 34 | 4     |
| 16    | 25 a 29 | 4     |
| 24    | 20 a 24 | 32    |
| 32    | 15 a 19 | 16    |
| 24    | 10 a 14 | 24    |
| 8     | 5 a 9   | 4     |
| 4     | 0 a 4   | 0     |

## Economia
El 2007 la població en edat de treballar era de 358 persones, 276 eren actives i 82 eren inactives. De les 276 persones actives 252 estaven ocupades (128 homes i 124 dones) i 24 estaven aturades (11 homes i 13 dones). De les 82 persones inactives 28 estaven jubilades, 38 estaven estudiant i 16 estaven classificades com a «altres inactius».

### Ingressos
El 2009 a Vorges-les-Pins hi havia 188 unitats fiscals que integraven 515 persones, la mediana anual d'ingressos fiscals per persona era de 18.947 €.

### Activitats econòmiques
Dels 15 establiments que hi havia el 2007, 1 era d'una empresa alimentària, 1 d'una empresa de fabricació d'altres productes industrials, 5 d'empreses de construcció, 2 d'empreses de comerç i reparació d'automòbils, 1 d'una empresa d'hostatgeria i restauració, 1 d'una empresa immobiliària, 3 d'empreses de serveis i 1 d'una entitat de l'administració pública.
Dels 4 establiments de servei als particulars que hi havia el 2009, 1 era un paleta, 1 guixaire pintor, 1 fusteria i 1 lampisteria.
L'únic establiment comercial que hi havia el 2009 era una fleca.
L'any 2000 a Vorges-les-Pins hi havia 4 explotacions agrícoles.

## Poblacions més properes
El següent diagrama mostra les poblacions més properes.